# ريتشارد مور (متسابق يخت)
ريتشارد مور (بالإنجليزية: Richard Moore)‏ هو متسابق يخت أمريكي، ولد في 11 أغسطس 1910 في سان بيرناردينو في الولايات المتحدة، وتوفي في 16 نوفمبر 2005 في شاطئ نيوبورت في الولايات المتحدة.

## وصلات خارجية
- ريتشارد مور على موقع الاتحاد الدولي للملاحة الشراعية (موقع جديد) (الإنجليزية)
- ريتشارد مور على موقع الاتحاد الدولي للملاحة الشراعية (موقع قديم) (الإنجليزية)
- ريتشارد مور على موقع اللجنة الأولمبية الدولية (الإنجليزية)
- ريتشارد مور على موقع أوليمبيديا (الإنجليزية)